# Marco Cavagna
Marco Cavagna (1958 – 9. srpna 2005) byl italský amatérský astronom a objevitel asteroidů. Byl členem Gruppo Astrofili Brianza u Osservatorio Astronomico Sormano (IAU-kód 587) v Sormanu. V průběhu své kariéry objevil 19 asteroidů.
Zemřel 9. srpna 2005 na mrtvici. Na památku po něm pojmenovali nový 60centimetrový teleskop na místní hvězdárně.
Asteroid (10149) Cavagna nese jeho jméno.
| (7199) Brianza | 28. březen 1994   | [1] |
| (7848) Bernasconi | 22. únor 1996     | [2] |
| (8106) Carpino | 23. prosinec 1994 | [2] |
| (8935) Beccaria | 11. leden 1997    | [3] |
| (13777) Cielobuio | 20. říjen 1998    | [2] |
| (16682) Donati | 18. březen 1994   | [1] |
| (19287) Paronelli | 22. únor 1996     | [2] |
| (19318) Somanah | 2. prosinec 1996  | [4] |
| (23571) Zuaboni | 1. leden 1995     | [5] |
| (31254) 1998 DK23 | 27. únor 1998     | [6] |
| (33035) Pareschi | 27. září 1997     | [2] |
| (31254) 1998 DY11 | 25. únor 1998     | [7] |
| (35316) Monella | 11. leden 1997    | [3] |
| (55854) 1996 VS1 | 8. listopad 1996  | [6] |
| (69971) Tanzi | 18. listopad 1998 |     |
| (79382) 1997 GC4 | 8. duben 1997     | [6] |
| (85433) 1997 CJ22 | 13. únor 1997     | [2] |
| (185688) 1997 CC6 | 6. únor 1997      | [2] |
| (185733) 1998 WW30 | 28. listopad 1998 | [2] |
| - [1] spoluobjevitel Valter Giuliani - [2] spoluobjevitel Augusto Testa - [3] spoluobjevitel Piero Sicoli - [4] spoluobjevitel Francesco Manca - [5] spoluobjevitel Emanuela Galliani - [6] spoluobjevitel Paolo Chiavenna - [7] spoluobjevitel Pierangelo Ghezzi |                   |     |